# Ophiodoris errans
Ophiodoris errans är en ormstjärneart som beskrevs av Jean Baptiste François René Koehler 1904. Ophiodoris errans ingår i släktet Ophiodoris och familjen Ophionereididae. Inga underarter finns listade i Catalogue of Life.